# 13. Waffen-Gebirgs-Division der SS Handschar (kroatische Nr. 1)
De 13. Waffen-Gebirgs-Division der SS „Handschar“ (kroatische Nr. 1) (Bosnisch/Kroatisch: Handžar) was een divisie van de Waffen-SS die was samengesteld uit moslimvrijwilligers, grotendeels Bosniakken.
Na de verloren Slag om Stalingrad en door het toenemende verzet in het bezette Joegoslavië zocht het Duitse leger naar mogelijkheden om lokale troepen in te zetten tegen de partizanen. De moslims op hun beurt waren terechtgekomen in de Onafhankelijke Staat Kroatië, waar ze als tweederangsburgers werden behandeld. In november 1942 stuurden Bosnische moslimleiders een memorandum naar Hitler waarin zij vroegen om een eigen territorium en eigen strijdkrachten.
Op 1 maart 1943 werd een Kroatische-Freiwilligen-Division voor moslims in Bosnië opgesteld. Op 22 oktober van dat jaar werd de naam gewijzigd in 13. SS-Freiwilligen(bosnisch-herzegowinische)-Gebirgs-Division (Kroatien) en in juni 1944 kreeg de divisie de uiteindelijke naam.
Duitsland had meerdere kleine moslimeenheden; de 13. Waffen-Gebirgs-Division was, tegen het einde van 1943 met 21.065 man, onder wie 18.000 moslims, de grootste divisie. De naam Handschar verwijst naar Khanjar, een Arabische dolk.
In de oorlog in Joegoslavië stonden de partisanen van Tito tegenover de Ustašabeweging van Kroatië, tegenover de Četniks en de Duitse bezetter. De 13. Waffen-Gebirgs-Division viel officieel onder de Kroatische regering, maar stond rechtstreeks onder Duits bevel. De officieren waren veelal etnische Duitsers (Volksduitsers), die spottend Muselgermanen werden genoemd, en de manschappen moslims.
De moslims werden voor hun opleiding naar Zuid-Frankrijk en Duitsland gestuurd, dit tegen de zin van de manschappen, die in Bosnië wilden vechten. In Zuid-Frankrijk kwam het in Villefranche-de-Rouergue tot een muiterij, waarbij acht Duitse officieren om het leven kwamen. 800 soldaten werden naar het concentratiekamp Dachau gestuurd.
Voor de geestelijke verzorging van de divisie werden Bosnische imams in Duitsland opgeleid. Hierbij speelde het Islamische Zentral-Institut in Berlijn, dat vanaf 1942 werd geleid door de Arabier Amin al-Hoesseini een belangrijke rol. Amin al-Hoesseini riep de moslims ook in radio-uitzendingen op om dienst te nemen in de divisie.

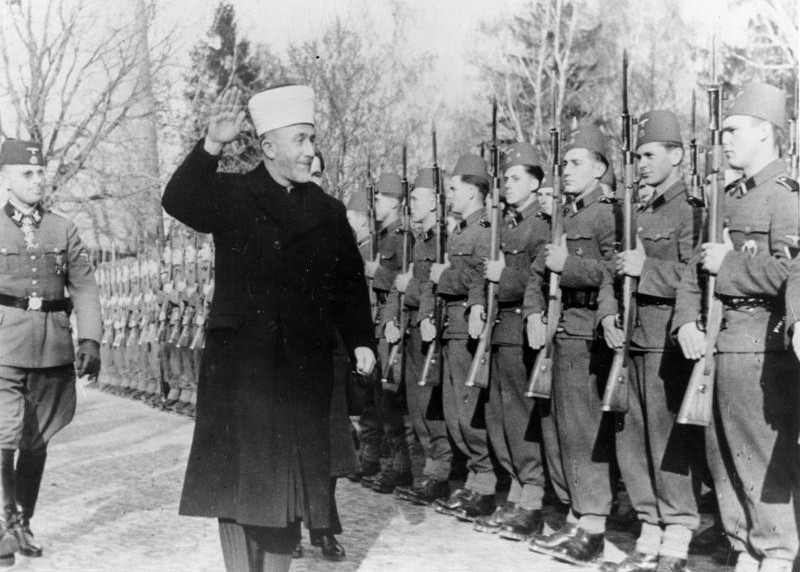
Amin al-Hoesseini bij een troepeninspectie

Vanaf februari 1944 werd de divisie in de strijd tegen de communistische partizanen ingezet. In de lente en de zomer van 1944 was de divisie in het noorden en oosten van Bosnië gestationeerd. In de harde strijd werden ook terreurdaden tegen de burgerbevolking niet geschuwd.
In september 1944 riep Tito de Kroaten en moslims op zich bij de partizanen aan te sluiten. Ongeveer 2000 man van de divisie gaven hieraan gehoor. In oktober 1944 werd aan het hoofdkwartier in Berlijn bericht dat de divisie niet meer als zodanig kon worden ingezet. Het Kroatische personeel werd ontslagen en de resten van de divisie werden in 1945 in Karinthië door de Britse strijdkrachten gevangengenomen.

## Commandanten[18][19]
| Rang                                                                         | Naam                    | Begin                       | Eind                        | Opmerking |
| ---------------------------------------------------------------------------- | ----------------------- | --------------------------- | --------------------------- | --- |
| SS-Standartenführer der Waffen-SS                                            | Herbert von Obwurzer    | 9 maart 1943                | 1 - 9 augustus 1943         | Obwurzer was geen divisiecommandant maar belast met de oprichting van de divisie.                             |
| SS-Oberführer der Waffen-SS SS-Brigadeführer en Generalmajor in de Waffen-SS | Karl-Gustav Sauberzweig | 9 augustus 1943             | 1 juni 1944 - augustus 1944 | Sauberzweig bereikte de divisie pas op 9 augustus in Mende.                                                   |
| SS-Standartenführer der Waffen-SS SS-Oberführer der Waffen-SS                | Desiderius Hampel       | 1 juni 1944 - augustus 1944 | September 1944              | |
|                                                                              |                         | September 1944              |                             | Eenheid ontbonden, mogelijke reden meer dan tweeduizend deserties! Andere bron vermeldt: honderdvijfenvijftig |
|                                                                              |                         | Januari 1945                |                             | Eenheid opnieuw opgericht                                                                                     |
| SS-Brigadeführer en Generalmajor in de Waffen-SS                             | Desiderius Hampel       | 1 januari 1945              | 8 mei 1945                  | |

## Eerste Generale Stafofficier (Ia)[20]
| Rang                                                         | Naam             | Begin          | Eind             | Opmerking                                                       |
| ------------------------------------------------------------ | ---------------- | -------------- | ---------------- | --------------------------------------------------------------- |
| SS-Sturmbannführer                                           | Erich Braun      | 9 maart 1943   | 6 juni 1944      |                                                                 |
| SS-Hauptsturmführer SS-Sturmbannführer (van 1 augustus 1944) | Gerhard Haenle   | 29 juli 1944   | 5 januari 1945   |                                                                 |
| SS-Sturmbannführer                                           | Siegfried Sander | 5 januari 1945 | 28 februari 1945 | Sander beschikte over slecht leiderschap en werd overgeplaatst. |
| Major                                                        | Grob             |                | 8 mei 1945       | Ter vervanging van Sander.                                      |

## Adjutantur (IIa)[20][25]
| Rang                                                         | Naam                       | Begin         | Eind         | Opmerking |
| ------------------------------------------------------------ | -------------------------- | ------------- | ------------ | --------- |
| SS-Hauptsturmführer SS-Sturmbannführer (van 9 november 1944) | Götz Berens von Rautenfeld | 24 april 1943 | 7 maart 1944 |           |
| SS-Sturmbannführer                                           | Karl Liebermann            | 7 maart 1944  | 1 juni 1944  |           |
| SS-Hauptsturmführer SS-Sturmbannführer (van 1 april 1945)    | Karl Wambsganss            | 1 juni 1944   | 8 mei 1945   |           |

Divisie Imam
- Abdulah Muhasilović (gedeserteerd in oktober 1944)[25]

## Gebieden van operaties[18]
- Maart 1943   - juli 1943:      Joegoslavië
- Juli 1943    - januari 1944:   Frankrijk
- Januari 1944 - maart 1944:     Duitsland
- Maart 1944   - september 1944: Joegoslavië
- Januari 1945 - april 1945:     Hongarije
- April 1945   - mei 1945:       Oostenrijk

## Samenstelling[21]
Van mei 1944:
- SS-Waffen Gebirgsjäger Regiment 27 (Kroatisch Nr.1)
- SS-Waffen Gebirgsjäger Regiment 28 (Kroatisch Nr.2)
- SS-Panzerjäger Abteilung 13
- SS-Waffen Artillerie Regiment 13
- SS-Freiwillige Flak Abteilung 13
- SS-Aufklärungs Abteilung 13
- SS-Gebirgs Pionier Abteilung 13
- SS-Nachrichten-Abteilung 13[3]
- Kroatische SS-Radfahr-Bataillon[3]
- Kroatische SS-Kradschützen-Bataillon[3]
- SS-Divisionsnachschubtruppen 13[3]
- Versorgungs-Regiment-Stab 13[3]
- SS-Verwaltungs-Bataillon 13[3]
- SS-Sanitäts-Abteilung 13[3]
- SS-Krankenkraftwagenzug[3]
- SS-Freiwilligen-Gebirgs-Veterinär-Kompanie 13[3]
- SS-Feldpostamt 13[3]
- SS-Kriegsberichter-Zug 13[3]
- SS-Feldgendarmerie-Trupp 13[3]
- SS-Feldersatz-Bataillon 13[3]
- SS-Kraftfahr-Lehr-Abteilung 13[3]